# العلاقات المارشالية الليبيرية
العلاقات المارشالية الليبيرية هي العلاقات الثنائية التي تجمع بين جزر مارشال وليبيريا.

## مقارنة بين البلدين
هذه مقارنة عامة ومرجعية للدولتين:
| وجه المقارنة                                              | جزر مارشال                     | ليبيريا      |
| --------------------------------------------------------- | ------------------------------ | ------------ |
| المساحة (كم2)                                             | 181                            | 111.37 ألف   |
| عدد السكان (نسمة)                                         | 53.13 ألف                      | 4.73 مليون   |
| الكثافة السكانية (ن./كم²)                                 | 29.35 ألف                      | 42.47        |
| العاصمة                                                   | ماجورو                         | مونروفيا     |
| اللغة الرسمية                                             | لغة إنجليزية، اللغة المارشالية | لغة إنجليزية |
| العملة                                                    | دولار أمريكي                   | دولار ليبيري |
| الناتج المحلي الإجمالي (بليون دولار)                      | 199.40 مليون                   | 2.16 مليار   |
| الناتج المحلي الإجمالي (تعادل القوة الشرائية) بليون دولار | 207.25 مليون                   | 3.76 مليار   |
| الناتج المحلي الإجمالي الاسمي للفرد دولار أمريكي          | 3.38 ألف                       | 455          |
| الناتج المحلي الإجمالي للفرد دولار أمريكي                 | 3.80 ألف                       | 842          |
| مؤشر التنمية البشرية                                      |                                | 0.430        |
| رمز المكالمات الدولي                                      | +692                           | +231         |
| رمز الإنترنت                                              | .mh                            | .lr          |
| المنطقة الزمنية                                           | ت ع م+12:00                    | 00           |

## منظمات دولية مشتركة
يشترك البلدان في عضوية مجموعة من المنظمات الدولية، منها:
| علم المنظمة | اسم المنظمة                                 | تاريخ انضمام جزر مارشال | تاريخ انضمام ليبيريا |
| ----------- | ------------------------------------------- | ----------------------- | -------------------- |
|             | مؤسسة التنمية الدولية                       | 19 يناير 1993           | 28 مارس 1962         |
|             | مؤسسة التمويل الدولية                       | 23 سبتمبر 1992          | 28 مارس 1962         |
|             | منظمة حظر الأسلحة الكيميائية                | ?                       | ?                    |
|             | الأمم المتحدة                               | 17 سبتمبر 1991          | 2 نوفمبر 1945        |
|             | الاتحاد الدولي للاتصالات                    | 22 فبراير 1996          | 10 أكتوبر 1927       |
|             | منظمة الشرطة الجنائية الدولية               | ?                       | ?                    |
|             | البنك الدولي للإنشاء والتعمير               | 21 مايو 1992            | 28 مارس 1962         |
|             | مجموعة دول أفريقيا والكاريبي والمحيط الهادئ | ?                       | ?                    |
|             | يونسكو                                      | 30 يونيو 1995           | 6 مارس 1947          |

## وصلات خارجية
- موقع وزارة الخارجية الليبيرية